# Jüdischer Friedhof (Erkelenz)

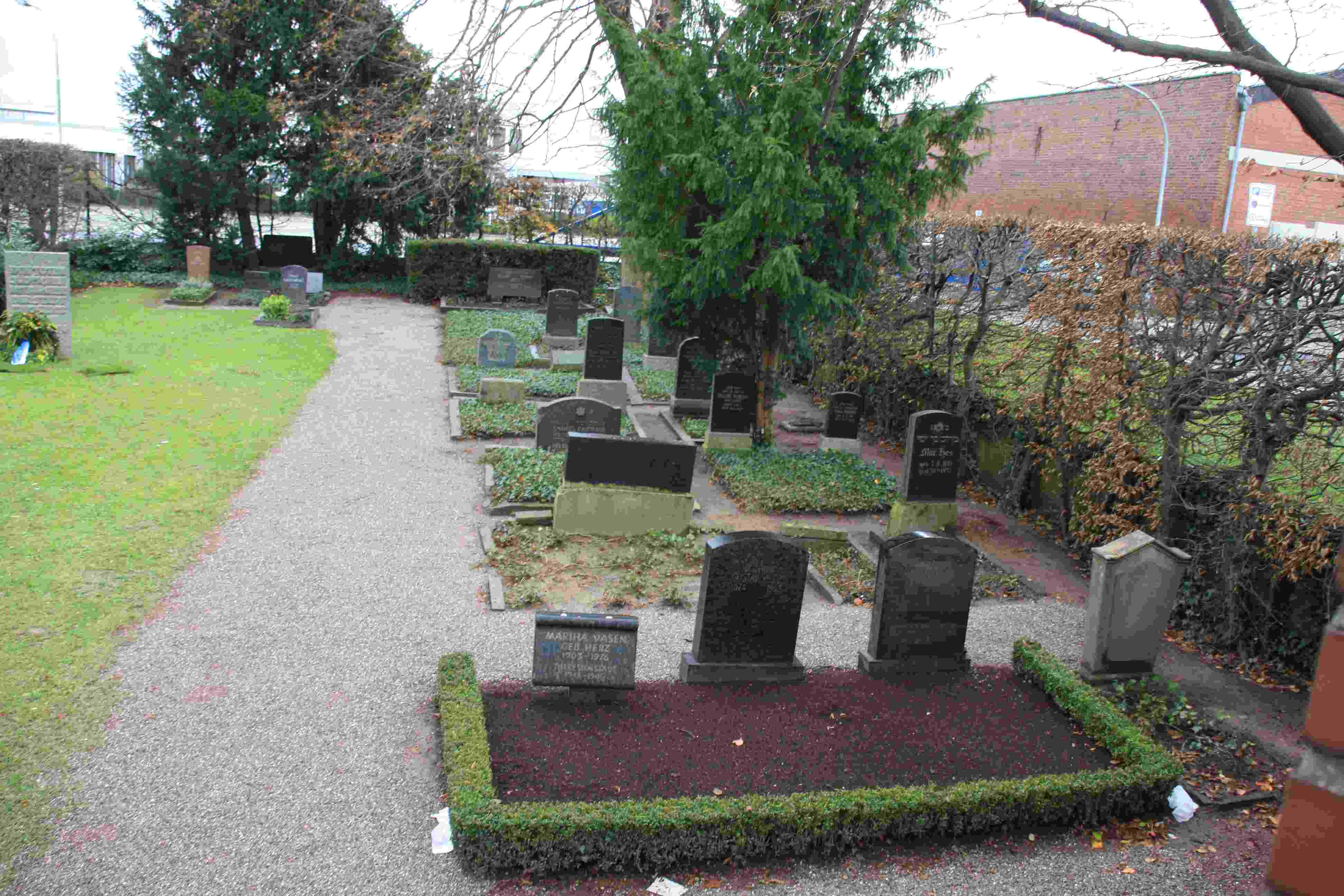
Teilansicht des Friedhofes

Der Jüdische Friedhof Erkelenz befindet sich in Erkelenz im Kreis Heinsberg (Nordrhein-Westfalen). Er liegt an der Neusser Straße gegenüber dem Parkdeck am Bahnhof. 
Nachdem im Mittelalter eine frühere kleine jüdische Gemeinde untergegangen war und sich erst ab der zweiten Hälfte des 19. Jahrhunderts wieder Juden in der Stadt niedergelassen hatten, war der jüdische Friedhof im Jahre 1865 angelegt und im Jahre 1893 erweitert worden. Die erste Bestattung fand im Januar 1869 statt, die letzte während der Zeit des Nationalsozialismus im September 1940. Vermutlich im Jahre 1943 wurde der Friedhof geschändet, teilweise zerstört und musste an die Stadt Erkelenz verkauft werden. 
Nach dem Ende des Zweiten Weltkrieges beschloss der Rat der Stadt im Juni 1946, den Friedhof wiederherzustellen. Heute steht er im Eigentum der Jüdischen Kultusgemeinde Mönchengladbach und weist 24 Grabsteine (Mazewot) auf. Auf sechs weiteren Gräbern ist nur noch der Sockel vorhanden. Von den Grabsteinen, die vor 1940 errichtet wurden, sind noch 15 erhalten. Drei davon besitzen keine Inschrift mehr, wobei eine Inschrift offensichtlich mit einem Meißel herausgeschlagen wurde. Die Inschriften sind zum Teil nur auf Deutsch und zum Teil zweisprachig auf Deutsch und Hebräisch gehalten. In den letzten Jahrzehnten haben noch einzelne Beisetzungen stattgefunden.
Auf dem Friedhof steht ein Gedenkstein mit den Worten: Den toten jüdischen Mitbürgern der Stadt Erkelenz zum Gedenken. An der straßenseitigen Begrenzungsmauer des Friedhofs ist unter anderem eine Hinweistafel angebracht, die auf die Übernahme der Patenschaft durch die Gemeinschaftshauptschule Erkelenz-Mitte hinweist. Die Begräbnisstätte ist die dritte Station der Route gegen das Vergessen, die in Erkelenz auf die nationalsozialistische Gewaltherrschaft hinweist. Das Eingangstor ist verschlossen.